# Farroupilha
Farroupilha è un comune del Brasile nello Stato del Rio Grande do Sul, parte della mesoregione del Nordeste Rio-Grandense e della microregione di Caxias do Sul.
In origine fu chiamata "Nova Vicenza" dagli immigrati fondatori provenienti da Vicenza.

## Luoghi di Culto
- Antico Santuario dedicato alla Madonna di Caravaggio

## Amministrazione

### Gemellaggi
Dal 6 ottobre 2009 la città è gemellata con il comune di Latina.